# Karel Lewit

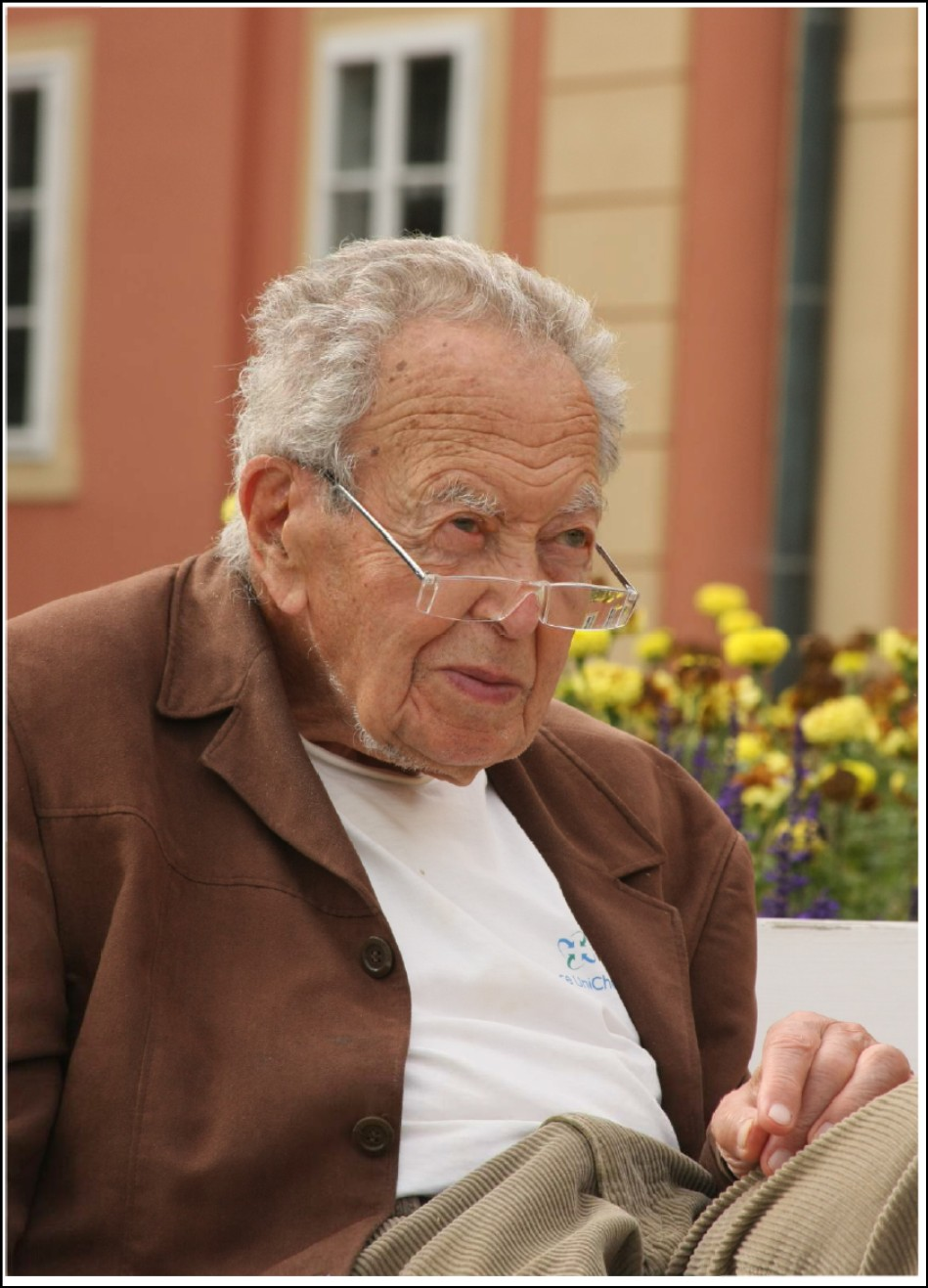
Karel Lewit im hohen Alter.

Karel Lewit (25. April 1916 in Ljubljana – 2. Oktober 2014 in Dobřichovice) war ein tschechischer Neurologe und einer der Wegbereiter der Manuellen Medizin.

## Leben
Nach Ende des Zweiten Weltkrieges konnte Karel Lewit sein Studium an der Medizinischen Fakultät in Prag im Juli 1946 mit der Promotion abschließen. Anschließend war er in der neurologischen Klinik des Neurologen Kamil Henner tätig. Lewit konzentrierte sich auf die Fragestellung der Erkrankungen der Wirbelsäule und der Bandscheiben und kam hierüber in Kontakt mit chirotherapeutischen Behandlungstechniken. Er änderte nach und nach seinen ursprünglich „chiropraktischen Ansatz“ zur Behandlung von Erkrankungen des Bewegungsapparates von osteopathischen zu neuromuskulären und sanften Weichteiltechniken. Lewit entwickelte die Methode der Postisometrischen Relaxation. Zudem führte er die Methode des „dry needling“ von Triggerpunkten ein.
Lewit veröffentlichte 1966 ein Lehrbuch der Manuellen Medizin, was in insgesamt elf Sprachen (u. a. englisch, polnisch, spanisch, russisch, italienisch, japanisch und schwedisch) übersetzt wurde und auch in Deutschland in mehreren Auflagen erschien. Gemeinsam mit Jochen Sachse führte Lewit Ausbildungskurse in der Manuellen Medizin in der DDR durch. International kam es zur Zusammenarbeit mit F. Gaymans, Fred Mitchell, F. Greenman und D. G. Simons.
1968 wurde er zum Professor der medizinischen Fakultät in Prag ernannt. Aufgrund seiner politischen Haltung zu den Ereignissen im August 1968 wurde ihm dieser Titel jedoch zeitweise „entzogen“, so dass er erst nach der samtenen Revolution im Jahr 1990 wieder zum Professor ernannt wurde. Nach den Ereignissen im August 1968 musste Karel Lewit seinen Tätigkeit in der neurologischen Klinik in Vinohrady, Prag, aufgeben. Er fand vorübergehend Zuflucht im Forschungsinstitut für rheumatische Erkrankungen, wo er 1974 unter sehr schwierigen Bedingungen den Prager FIMM-Kongress abhielt.
Nach seiner Berentung im Jahr 1976, arbeitete er bis 1992 am Central Institute of Railway Health. Ab 1994 kehrte Karel Lewit in die neurologische Klinik in Vinohrady, Prag, zurück. Von 1996 bis 2012 arbeitete er an der Rehabilitationsklinik der Karls-Universität Prag in Motola und ab 2008 am Comprehensive Care Center (CKP) in Dobřichovice. Er arbeitete auch am Malvazinka Rehabilitationsinstitut und Physiotherapiezentrum s.r.o. in Prag in Zličín.
Im Jahr 2006 erhielt Karel Lewit die Ehrendoktorwürde (honoris causa) der Medizinischen Universität Lodz (Polen). Im Sommer 2012 schloss er seine Praxis für „Neurologie und Muskel-Skelett-Medizin“ am CKP Dobřichovice endgültig und ging in den Ruhestand. Er verstarb im Alter von 98 Jahren am 2. Oktober 2014.

## Schriften (Auswahl)
Karel Lewit arbeitete und publizierte bis ins hohe Alter. Er ist Autor von etwa 200 Publikationen.
- Manuelle Medizin. 1. Auflage 1966 (tschechisch) bzw. 1973 (deutsch). 7. Auflage unter Mitarbeit von Jochen Sachse und Vladimir Janda. Barth, Heidelberg / Leipzig, 1992, ISBN 3-8304-0485-9.